# Ben Sheppard
Pour les articles homonymes, voir Sheppard.
Ben Sheppard, né le  16 juillet 2001 à Atlanta en Géorgie, est un joueur américain de basket-ball évoluant au poste d'arrière. Il mesure 1,96 m.

## Biographie

### Carrière universitaire
Entre 2019 et 2023, il joue pour les Bruins de Belmont (en) à l'université Belmont.

### Carrière professionnelle

#### Pacers de l'Indiana
Lors de la draft 2023 de la NBA, il est choisi en 26e position par les Pacers de l'Indiana.

## Palmarès
NBA
Vainqueur de la Conférence Est en 2025 avec les Indiana Pacers

### Universitaire
- First-team All-MVC en 2023
- First-team All-OVC en 2022

## Statistiques

### Universitaires
| Saison    | Équipe       | Matchs | Titul. | Min./m | % Tir | % 3pts | % LF | Rbds/m. | Pass/m. | Int/m. | Ctr/m. | Pts/m. |
| --------- | ------------ | ------ | ------ | ------ | ----- | ------ | ---- | ------- | ------- | ------ | ------ | ------ |
| 2019-2020 | Belmont (en) | 32     | 0      | 10,8   | 38,6  | 27,9   | 66,7 | 2,22    | 0,56    | 0,41   | 0,09   | 2,94   |
| 2020-2021 | Belmont      | 27     | 26     | 27,8   | 47,3  | 32,8   | 68,9 | 4,37    | 2,22    | 1,04   | 0,15   | 10,48  |
| 2021-2022 | Belmont      | 33     | 33     | 31,4   | 49,6  | 37,1   | 71,9 | 3,91    | 1,64    | 1,24   | 0,18   | 16,24  |
| 2022-2023 | Belmont      | 32     | 32     | 34,3   | 47,5  | 41,5   | 68,4 | 5,22    | 2,91    | 1,38   | 0,16   | 18,84  |
| Carrière  | Carrière     | 124    | 91     | 26,0   | 47,5  | 37,0   | 69,6 | 3,91    | 1,81    | 1,02   | 0,15   | 12,23  |